# Nina (radioodbiornik)
Nina – przenośny, monofoniczny odbiornik radiowy produkowany w latach siedemdziesiątych XX w. przez Zakłady Radiowe UNITRA ELTRA z Bydgoszczy. Podczas Targów Krajowych – Jesień 77 w 1977 r. odbiornik na konkursie „Dobre – Ładne – Poszukiwane” został nagrodzony srebrnym medalem.

## Podstawowe dane techniczne
- zakresy fal:
  - dla fal długich 150–285 kHz,
  - dla fal średnich 525–1605 kHz,
  - dla fal krótkich 5,8–10,5 MHz,
  - dla fal ultrakrótkich 65,5–73 MHz.
- budowa:
  - 4 tranzystory, 2 układy scalone
- zasilanie:
  - sieciowe 220 V
  - bateryjne 9 V – sześć ogniw R14